# Walter Ris
Walter "Wally" Ris, né à Chicago (Illinois) le 4 janvier 1924, mort à Mission Viejo (Californie) le 25 décembre 1989 , est un nageur américain.

## Carrière
Walter Ris a gagné deux médailles d'or aux Jeux olympiques de 1948 à Londres : 
- le 100 m nage libre
- le 4 × 100m nage libre